# Gap boursier
 (décembre 2012).
Si vous disposez d'ouvrages ou d'articles de référence ou si vous connaissez des sites web de qualité traitant du thème abordé ici, merci de compléter l'article en donnant les références utiles à sa vérifiabilité et en les liant à la section « Notes et références ».
Pour les articles homonymes, voir GAP.
En bourse, sur une valeur ou un indice, on parle de « gap » quand le cours d'ouverture est plus haut, ou plus bas, que tous les cours du jour de cotation précédent.
Si la valeur d'ouverture est inférieure à la valeur la plus faible atteinte le précédent jour de cotation, on parle de « gap baissier ».
Si la valeur d'ouverture est supérieure à la valeur la plus élevée atteinte le précédent jour de cotation, on parle de « gap haussier ».
Par exemple, si une valeur possède un cours compris entre 10 et 12 un jour donné, si le jour de cotation suivant la valeur ouvre avec un cours de 9 on parlera de gap baissier, si elle ouvre avec un cours de 13 on parlera d'un gap haussier.
Une règle d'analyse technique affirme que les gaps sont comblés. C'est-à-dire que, en cas de gap baissier, la valeur remontera au moins à la valeur la plus faible atteinte le jour de cotation précédent le gap. Dans notre exemple de gap baissier, il s'agirait de 10.
De même, la règle affirme qu'en cas de gap haussier, la valeur baissera en séance au moins à la valeur la plus haute atteinte le jour de cotation précédent le gap. Dans notre exemple de gap haussier il s'agirait de 12.
Il existe un certain nombre de cas de gap qui n'ont jamais été comblés et pour lesquels le comblement est assez improbable
Par exemple, concernant l'indice CAC 40, le gap du 16 janvier 1991, sachant que le sommet de la veille était de 1 476,71 points semble assez hors d'atteinte.